# Římskokatolická farnost – proboštství Mělník
Římskokatolická farnost – proboštství Mělník (lat. Melnica) je církevní správní jednotka sdružující římské katolíky na území města Mělník a v jeho okolí. Organizačně spadá do mladoboleslavského vikariátu, který je jedním z 10 vikariátů litoměřické diecéze. Centrem farnosti je proboštský kostel svatého Petra a Pavla na Mělníku.

## Historie farnosti
Jedná se o tzv. velmi starou farnost, jejíž datum založení není známo. Od roku 1622 byla povýšena na děkanství. Matriky jsou vedeny od roku 1623. Od roku 1896 byla farnost povýšena na mělnické proboštství.

### Duchovní správcové vedoucí farnost
Začátek působnosti jmenovaného v duchovní správě farnosti od:
Praepositi:
- 1086   Šebíř (lat. Severus), do 20. října 1125
- 1125   Gervas (lat. Gervasius)
- 1144–1148 Hroznata (lat. Groznata)
- 16. 6. 1160 Jurata, † 1168
- 1168   Vojtěch III. Salcburský (Adalbertus), n. 1145, (syn Vladislava II.), † 8. 4. 1200
- 1172   Jeroným (Hieronymus)
- 1175   Benedikt (Benedictus)
- 1178–1200 Vojtěch III. Salcburský (Adalbertus), n. 1145, (syn Vladislava II.), současně byl i salcburským arcibiskupem, † 8. 4. 1200
- 1204–1207 Ondřej z Gutenštejna (Andreas von Guttenstein), pozdější 18. pražský biskup, † 30. 7. 1224
- 1217–1223  Pelhřim z Vartenberka (Peregrinus von Prag), pozdější 19. pražský biskup, † 1240
- 1233   Otto
- 24. 2. 1269 Tobiáš z Bechyně (Tobias von Bechin), pozdější 24. pražský biskup, † 1. 3. 1296
- 1276   Budislav (Budislaus) Dražický z Dražic
- 24. 1. 1288 Oldřich (Udalricus), † 1311
- 6. 1. 1312 Mikuláš ze Špýru (Nicolas von Speyer)
- 1320   Jindřich (Henricus Berka von Leipa)
- 1349   Jan (Joannes)
- 1358   Heřman (Hermannus)
- Benedictus ze Zvířetic, † 1368
- 1368   Jan z Landštejna (Joannes von Landstein) † 1389
- 22. 9. 1389 Barnim V. von Stettin, n. 1369, † 1403
- 1395   Joannes von Dauba
- 1397   Zbyněk Zajíc z Hazmburka (Zbinko Hase von Hasenburg), n. 1376, pozdější 5. pražský arcibiskup, † 28. 9. 1411
- 1403   Mikuláš (Nicolaus) Semenec
- 1404   Konrád z Vechty (Conradus von Vechta), n. 1364, pozdější 7. pražský arcibiskup, † 26. 12. 1431
- 7. 4. 1410 Konstantin (Constantinus) z Vechty
- 30. 5. 1422 Zikmund z Budějovic (Sigismundus von Budweiss), † 1436
- Henricus, † 1473
- 1520   Martinus Rodech
- 1542–1553 Joannes de Puchov

Plebani:
- 1352   Hermannus
- 1367 Simon
- 1385   Soběhrd
- 1391   Nicolaus
- Andreas
- 1410   Nicolaus
- 1415   Mauritius, † 1421
- 1421   Casparus
- 1425   Simon, † 1425

Decani:
- 1638   Andreas Barthol. Fisirek
- 1638   Joannes Augustin. Prerovius
- 1639   Joannes Peytus
- 1640   Petrus Rosa
- 1642   Joannes Tlapa von Zwengberg
- 1643   Petrus Adalbertus Kaukal
- 1647   Laurentius Malešovský
- 1651   Mathias Němčík
- 1653   Joannes Valentin. Mazovský
- 1685   Nicolaus Fridericus Vixo
- 1703   Leopoldus Benedict. Červenka
- 1726   Josephus eques de Vlkanov
- 1749   Mathias Dědek
- 1764   dec. vacat, admin. Norbert. Bartl
- 1764   Joannes Juliš
- 1784   Norbert. Agust. Partl
- 1791   Jos. Gilek
- 1795   Antonín z Furtenburku (Anton. Ritter de Furtenburg), n. 11. 10. 1756 Prag., o. 22. 12. 1781, stal se děkanem v Chorušicích, † 5. 12. 1826
- 1814   Jan Stelzig, n. 21. 2. 1781 Gasdorf, o. 4. 4. 1806, později se stal děkanem v Poličce
- 1831   dec. vacat, admin. Anton. Lang
- 1832   Antonín Vojtěch Hnojek, n. 4. 12. 1799 Brandýs nad Labem, o. 24. 8. 1822, uvolněn 1849, † 23. 1. 1865
  - 1844–1852? Petr Strnad, kaplan, n. 2. 5. 1822 Boskov, o. 25. 7. 1846, † 25. 11. 1889
- 1850   dec. vacat, admin. Joann. Šaurek
- 1851   František Rolejček (Franc. Rolegček), n. 11. 4. 1801 Sobotka, o. 27. 8. 1825, čestný občan Mělníka, † 17. 6. 1869
- 1870   Antonín Černý, n. 28. 11. 1818 Mladá Boleslav, o. 29. 7. 1842,[4] osobní arciděkan,[5] † 25. 11. 1893
- 1893   dec. vacat, admin. int. Jos. Hubáček
- 1895   Josef Bernat, n. 15. 9. 1835 Modřice, o. 1. 8. 1859, † 16. 10. 1915

Praepositi:
- 1896   Josef Bernat (1. infulovaný probošt), n. 15. 9. 1835 Modřice, o. 1. 8. 1859, † 16. 10. 1915
- 1915   praep. vacat, admin. interc. Alois Šulc
- 1916   Josef Šlechta (2. infulovaný probošt), n. 13. 12. 1856 Radvanice, o. 20. 7. 1880, † 8. 7. 1924
- 1924   praep. vacat, admin. interc. Franc. Pražák
- 1929   praep. vacat, admin. interc. Franc. Urban
- 1930   Antonín Dušek (3. infulovaný probošt), n. 10. 12. 1865 Libáň, o. 28. 5. 1888, † 15. 3. 1950
  - 1945–1946 Josef Němeček, kaplan
  - 1947–1951 Jan Jeníček, kaplan
- 1. 4.  1948    praep. vacat, admin. interc. Bohuslav Juroška
- 1. 6.  1951    praep. vacat, admin. interc.  František Hajer
- 1. 7.  1954    praep. vacat, admin. interc. Adolph. Štegner
- 1. 5.  1955    Vojtěch Metelka CSsR (4. infulovaný probošt)
  - 1955–1959 Václav Sikyta, kaplan
- 4. 4.  1962    praep. vacat, admin. interc. Václav Sikyta
  - 1962–1964 Milan Martinásek, kaplan
  - 1968–1969 Jan Bláha, kaplan
  - 1969–1970 Bernard Drahoslav Říský, OFM, kaplan
  - 1971–1973 Václav Dvořák, kaplan
  - 1973–1979 František Segeťa, kaplan
  - 1980–1984 Josef Dolista, kaplan
  - 1985–1992 Jozef Kujan, farní vikář
- 1. 8.  1990    praep. vacat, admin. Jozef Kujan SDB
- 1. 11. 1992   Jaroslav Vyterna (5. probošt[p 2])
- 1. 9.  2002   Jan Jucha MS (6. probošt)
- 1. 8.  2009   praep. vacat, admin. Jacek Zyzak MS, † 10. 12. 2022 Polsko[6]
  - Miroslaw Mateńko MS, farní vikář
- 19. 12. 2022 Miroslaw Mateńko MS, farář
  - 1. 9. 2023 Pawel Mariusz Obrzut MS, farní vikář[4]

Kromě kněží stojících v čele farnosti, působili ve farnosti v průběhu její historie i jiní kněží. Většinou pracovali jako farní vikáři, kaplani, katecheté, výpomocní duchovní aj.

## Území farnosti
Do farnosti náleží území obce:
- Blata
- Chloumek (Chlomek)[p 3]
- Malý Borek (Klein Borek)[p 3] – osada města Mělník
- Malý Újezd (Klein Aujest)[p 3]
- Mělnická Vrutice (Wrutitz bei Melnik)[p 3]
- Mělník (Melnik)[p 3]
- Okrouhlík (část Mělníku)
- Podolí (Podol[3])[p 3]
- Rousovice (Rausowitz)[p 3]
- Rybáře (Fischerei[3])[p 3]
- Skuhrov (Skuchrow)[p 3]
- Školka (spojena s Malým Újezdem)
- Velký Borek (Groß Borek)[p 3]
- Záduší

## Římskokatolické sakrální stavby a místa kultu na území farnosti
| | Fotografie            | Stavba                                                | Místo                 | Bohoslužby                                                                  | Zeměpisné souřadnice                                                          | Status                     | Číslo kulturní památky                       |
| Kostely a proboštství | Kostely a proboštství | Kostely a proboštství                                 | Kostely a proboštství | Kostely a proboštství                                                       | Kostely a proboštství                                                         | Kostely a proboštství      | Kostely a proboštství                        |
| --- | --------------------- | ----------------------------------------------------- | --------------------- | --------------------------------------------------------------------------- | ----------------------------------------------------------------------------- | -------------------------- | -------------------------------------------- |
| 1. |                       | Kostel sv. Petra a Pavla                              | Mělník                | bližší informace o bohoslužbách                                             | vedle mělnického zámku 50°21′2″ s. š., 14°28′25″ v. d.                        | proboštský kostel          | 27986/2-1356 (Pk•MIS•Sez•Obr•WD) (Q3551922)  |
| 2. |                       | Kostel sv. Ludmily                                    | Mělník                | bližší informace o bohoslužbách                                             | ul. Pražská 50°20′59″ s. š., 14°28′51″ v. d.                                  | filiální kostel, hřbitovní | 26196/2-1358 (Pk•MIS•Sez•Obr•WD) (Q20428036) |
| 3. |                       | Kostel Čtrnácti svatých pomocníků                     | Mělník                | bližší informace o bohoslužbách                                             | nám. Míru 54 50°21′10″ s. š., 14°28′28″ v. d.                                 | filiální kostel, klášterní | 28351/2-1357 (Pk•MIS•Sez•Obr•WD) (Q18718617) |
| 4. |                       | Kostel Nejsvětější Trojice                            | Chloumek              | bližší informace o bohoslužbách                                             | ul. Trojická 50°22′24″ s. š., 14°30′27″ v. d.                                 | filiální kostel, hřbitovní | 20586/2-1378 (Pk•MIS•Sez•Obr•WD) (Q12030443) |
| 5. |                       | Mělnické proboštství                                  | Mělník                | —                                                                           | ul. Na vyhlídce 18 50°21′2″ s. š., 14°28′27″ v. d.                            | sídlo farního úřadu        | —                                            |
| Kaple, oratoria a zvonice |                       |                                                       |                       |                                                                             |                                                                               |                            |                                              |
| 6. |                       | Kaple sv. Barbory                                     | Mělník                | bližší informace o bohoslužbách Archivováno 10. 4. 2020 na Wayback Machine. | nám. Míru 1/1, městská radnice 50°21′10″ s. š., 14°28′27″ v. d.               | zbytek kaple s arkýřem     | 17457/2-1360 (Pk•MIS•Sez•Obr•WD) (Q31471008) |
| 7. |                       | Kaple sv. Jana Nepomuckého                            | Chloumek              | bližší informace o bohoslužbách                                             | vrch Chloumeček 50°22′29″ s. š., 14°29′53″ v. d.                              | kaple                      | 27816/2-1377 (Pk•MIS•Sez•Obr•WD) (Q38486945) |
| 8. |                       | Hrobka rodiny Havlovy                                 | Chloumek              | —                                                                           | ul. Trojická 50°22′24″ s. š., 14°30′30″ v. d.                                 | pohřební kaple             | —                                            |
| 9. |                       | Kaple sv. Ludmily                                     | Zámek Mělník          | bohoslužby příležitostně                                                    | Svatováclavská 19/16 50°21′4″ s. š., 14°28′23″ v. d.                          | zámecké oratorium          | 17853/2-1359 (Pk•MIS•Sez•Obr•WD) (Q2242554)  |
| 10. |                       | Kaple sv. Ludmily                                     | Mělník                | bližší informace o bohoslužbách                                             | Centrum seniorů Mělník, Fügnerova 3523 50°21′23″ s. š., 14°28′32″ v. d.       | oratorium                  | —                                            |
| 11. |                       | Kaple Nejsvětější Trojice                             | Mělnická Vrutice      | bohoslužby příležitostně                                                    | náves 50°20′49″ s. š., 14°33′13″ v. d.                                        | kaple                      | (Q66565181)                                  |
| 12. |                       | Kaple                                                 | Malý Újezd            | bohoslužby příležitostně                                                    | náves 50°19′59″ s. š., 14°31′47″ v. d.                                        | kaple                      | —                                            |
| 13. |                       | Kaple sv. Václava a kříž                              | Velký Borek           | bohoslužby příležitostně                                                    | náves 50°20′41″ s. š., 14°31′1″ v. d.                                         | kaple a krucifix           | —                                            |
| 14. |                       | Kaple se zvonicí                                      | Velký Borek           | bohoslužby příležitostně                                                    | křižovatka Vrutická a Skrutická 50°20′43″ s. š., 14°30′54″ v. d.              | kaple                      | —                                            |
| 15. |                       | Dřevěná zvonice                                       | Mělník                | —                                                                           | ul. Pražská, v areálu kostela sv. Ludmily 50°21′1″ s. š., 14°28′39″ v. d.     | zvonice                    | 26196/2-1358 (Pk•MIS•Sez•Obr•WD) (Q94433330) |
| Sochy |                       |                                                       |                       |                                                                             |                                                                               |                            |                                              |
| 16. |                       | Socha sv. Jana Nepomuckého                            | Skuhrov               | —                                                                           | náves 50°20′23″ s. š., 14°30′43″ v. d.                                        | socha                      | 45863/2-3833 (Pk•MIS•Sez•Obr•WD) (Q38095681) |
| 17. |                       | Sochy sv. Jana Nepomuckého a sv. Floriána s výklenkem | Mělník                | —                                                                           | v nice na fasádě domu v ul. Kpt. Jaroše 271/1 50°21′6″ s. š., 14°28′44″ v. d. | nika se sochami            | 28353/2-1371 (Pk•MIS•Sez•Obr•WD) (Q37813716) |
| 18. |                       | Socha sv. Jana Nepomuckého                            | Mělník                | —                                                                           | Chloumecká, v ohradní zdi, proti čp. 1733/23 50°21′42″ s. š., 14°29′21″ v. d. | socha                      | 26489/2-1381 (Pk•MIS•Sez•Obr•WD) (Q37813740) |
| 19. |                       | Socha sv. Floriana ve výklenku                        | Mělník                | —                                                                           | Česká 150 50°20′59″ s. š., 14°28′29″ v. d.                                    | socha v nice               | 14025/2-3664 (Pk•MIS•Sez•Obr•WD) (Q31470506) |
| Venkovní kříže |                       |                                                       |                       |                                                                             |                                                                               |                            |                                              |
| 20. |                       | Venkovní kříž                                         | Malý Újezd            | —                                                                           | náves 50°19′57″ s. š., 14°31′46″ v. d.                                        | kříž                       | —                                            |
| 21. |                       | Venkovní kříž                                         | Mělnická Vrutice      | —                                                                           | náves 50°20′47″ s. š., 14°33′8″ v. d.                                         | krucifix                   | —                                            |
| 22. |                       | Venkovní kříž                                         | Chloumek              | —                                                                           | ul. Trojická, kříž při cestě ke hřbitovu 50°22′23″ s. š., 14°30′23″ v. d.     | krucifix                   | —                                            |
| 23. |                       | Venkovní kříž                                         | Rousovice             | —                                                                           | ul. Cukrovarská 50°20′41″ s. š., 14°29′45″ v. d.                              | krucifix                   | —                                            |
| Hřbitovy farní, obecní a jiné |                       |                                                       |                       |                                                                             |                                                                               |                            |                                              |
| 24. |                       | Hřbitov u kostela Nejsvětější Trojice                 | Chloumek              | bohoslužby příležitostně                                                    | ul. Lesní 50°22′24″ s. š., 14°30′27″ v. d.                                    | farní hřbitov              | 20586/2-1378 (Pk•MIS•Sez•Obr•WD) (Q12030443) |
| 25. |                       | Hřbitov s obecní kaplí                                | Mělník                | bohoslužby příležitostně                                                    | Hřbitov Na Ráji 50°22′38″ s. š., 14°28′56″ v. d.                              | obecní hřbitov             | —                                            |
| 26. |                       | Hřbitov sv. Václava                                   | Mělník                | bohoslužby příležitostně                                                    | ul. Pražská 50°20′42″ s. š., 14°29′2″ v. d.                                   | obecní hřbitov             | —                                            |
| 27. |                       | Evangelický hřbitov                                   | Mělník                | bohoslužby viz Farní sbor ČCE v Mělníku                                     | ul. Pražská 50°20′42″ s. š., 14°29′4″ v. d.                                   | hřbitov farního sboru ČCE  | —                                            |
| 28. |                       | Židovský hřbitov                                      | Mělník                | bohoslužby viz Židovská obec v Praze                                        | v zahradě býv. synagogy čp. 1743 50°21′35″ s. š., 14°29′9″ v. d.              | židovský hřbitov           | 36577/2-3644 (Pk•MIS•Sez•Obr•WD) (Q23036035) |
| Některé drobné sakrální stavby a pamětihodnosti lze dohledat zde v databázi Drobné sakrální památky Zaniklé sakrální stavby lze dohledat zde v databázi Poškozené a zničené kostely, kaple a synagogy v České republice |                       |                                                       |                       |                                                                             |                                                                               |                            |                                              |

## Farní obvod
Z důvodu efektivity duchovní správy byl vytvořen farní obvod (kolatura) sestávající z přidružených farností spravovaných excurrendo z Mělníka. Jsou jimi farnosti:
1. Římskokatolická farnost Medonosy
2. Římskokatolická farnost Mělník-Pšovka
3. Římskokatolická farnost Šemanovice
4. Římskokatolická farnost Vysoká u Mělníka
5. Římskokatolická farnost Záboří